# 청려전
타이세이건설배 청려전(大成建設杯清麗戦)은 타이세이 건설 및 일본쇼기연맹 주최의 쇼기 기전이다. 도전기 형식의 여류 타이틀전(백령전, 청려전, 마이나비 여자오픈, 여류왕좌전, 여류명인전, 여류왕위전, 여류왕장전, 쿠라시키토우카전) 중 하나로, 타이틀 칭호는 청려(清麗)이다. 우승상금은 700만엔으로 여류기전 중 2번째로 상금이 높은 기전이다. 2019년 일본의 부동산회사인 휴릭의 주최로 창설되어, 2020년 타이세이 건설로 스폰서십이 이전되었다.

## 개요
휴릭의 회장 니시우라 사부로(西浦三郎)는 일본쇼기연맹 회장 사토 야스미츠와 친분이 있어, 2018년부터 기성전을 특별협찬하는 등 쇼기연맹과 협력하고 있었는데, 여류기사의 대국수가 적다는 얘기를 듣고 새 여류기전을 창설, 2018년 12월 12일 기자회견을 통해 발표하였다. 기자회견에서 니시우라는 "타이틀전은 남성기전이 8개, 여류기전이 6개이다. 여류기전을 활성화시킬 필요가 있다고 느꼈다"고 창설 취지를 밝혔다. 같은 기자회견에서 일본쇼기연맹 상무이사 시미즈 이치요 여류7단은 타이틀명인 청려(清麗)에 대해 "맑고(清) 아름다운(麗), 여성다운 화려함이 드러나는 기전명을 골랐다"고 밝혔다. 2020년 10월 6일 일본쇼기연맹은 휴릭 주최의 신 여류기전 백령전·여류순위전의 창설과 더불어 청려전의 주최사가 휴릭에서 타이세이 건설로 이전됨을 발표하였다.

## 방식
참가대상은 현역 여류기사 전원으로, 여성 장려회원, 아마추어 등은 참가하지 못한다. 예선, 본선을 통해 도전자를 선발하여 도전자와 청려의 5번기 승자가 차기 청려가 된다. 제한시간은 예선, 본선, 도전기가 각각 다르며 모두 체스클록 방식을 사용한다.

### 예선
시드가 없이 전원이 예선 1라운드부터 참가한다. 2패 탈락제로, 예선 토너먼트는 단판 토너먼트 방식으로 진행되어 우승자가 본선에 진출하며, 각 라운드별로 탈락자들끼리 조를 이루어 재도전 토너먼트를 진행한다. 각 조에서 토너먼트 방식으로 6명의 우승자를 정해 재추첨을 통해 대결하여 3명의 본선 진출자를 가린다. 예선의 제한시간은 2시간에 1분 초읽기이다.

### 본선
예선을 통과한 4명이 단판 토너먼트 방식으로 도전자를 결정한다. 제한시간은 3시간에 1분 초읽기이다.

### 도전기
청려와 도전자가 5번기를 두어서 승자가 차기 청려가 된다. 제한시간은 4시간에 1분 초읽기이다.

## 영세 칭호
청려를 통산 5기 획득한 여류기사는 "퀸 청려"의 칭호를 부여받는다.

## 역대 결과
※ 전적은 우승자 기준으로 O = 승, X = 패, 千 = 천일수, 持 = 지쇼기를 나타낸다.
| 기 | 연도 | 우승자      | 전적  | 준우승자      | 비고                                     |
| -- | ---- | ----------- | ----- | ------------- | ---------------------------------------- |
| 1  | 2019 | 사토미 카나 | OOO   | 카이 토모미   | 본선토너먼트 결승진출자끼리 5번기를 진행 |
| 2  | 2020 | 사토미 카나 | OOXXO | 우에다 하츠미 |                                          |

### 내용주
1. ↑  휴릭의 대주주[4]
2. ↑  여류왕장전과 다르게 타이틀 보유자라 하더라도 여류기사가 아니면 참가할 수 없다.
3. ↑  예선 토너먼트 결승 탈락자는 1명 뿐이므로 자동으로 재도전 토너먼트의 우승자가 된다.

### 참조주
1. ↑  “「女流棋士は対局数が少ない」清麗戦主催にかけるヒューリック社の思いとは” ["여류기사는 대국수가 적다" 청려전 주최에 관한 휴릭사의 생각은] (일본어). 분슌 온라인. 2019년 8월 10일. 2020년 4월 20일에 원본 문서에서 보존된 문서. 2020년 4월 20일에 확인함.
2. ↑  “将棋に７つ目の女流タイトル戦「ヒューリック杯清麗戦」” [쇼기에 7개째의 여류 타이틀전 "휴릭배 청려전"]. 《산케이 신문》 (일본어). 2018년 12월 12일. 2020년 4월 20일에 원본 문서에서 보존된 문서. 2020년 4월 20일에 확인함.
3. ↑  “女流将棋界に新タイトル戦「清麗戦」誕生　７大タイトル戦に” [여류쇼기계에 신 타이틀전 "청려전" 탄생, 7대 타이틀전으로]. 《스포츠호치》 (일본어). 2018년 12월 12일. 2020년 4월 20일에 원본 문서에서 보존된 문서. 2020년 4월 20일에 확인함.
4. ↑  毎日新聞・将棋 [mainichi_shogi] (2020년 10월 6일). “白玲戦はヒューリックが主催し、今までヒューリックが主催していた清麗戦は大成建設主催に変わります。ヒューリックの西浦三郎会長によると「大株主で、多くの物件を建設して頂いている大成建設さんに気持ちよく引き継いで頂いた」とのことでした。” [백령전은 휴릭이 주최하고, 지금까지 휴릭이 주최하고 있던 청려전은 타이세이건설 주최로 바뀝니다. 휴릭의 니시우라 사부로 회장에 의하면 "대주주로서 많은 건물을 건설해 주시고 있던 타이세이 건설에서 기분좋게 이어받아 주셨다"라고 합니다.] (트윗) (일본어). 2020년 11월 1일에 확인함.
5. ↑  “女流新棋戦創設と主催者交代について” [여류 신 기전 창설과 주최사 교체에 관해] (일본어). 일본쇼기연맹. 2020년 10월 6일. 2020년 10월 31일에 원본 문서에서 보존된 문서. 2020년 11월 1일에 확인함.
6. ↑  “７個目の女流棋戦を新設、過去最高の賞金700万円” [7개째의 여류기전을 신설, 과거 최고의 상금 700만엔]. 《닛칸스포츠》 (일본어). 2018년 12월 12일. 2018년 12월 15일에 원본 문서에서 보존된 문서. 2020년 4월 20일에 확인함.